# 降冰片二烯
降冰片二烯（英語：Norbornadiene，[2.2.1]双环-2,5-庚二烯，Bicyclo[2.2.1]hepta-2,5-diene）是一种双环二烯烃，分子式C7H8。降冰片二烯是一种重要的金属结合配体，其配合物对均相催化有重要的作用。根据布莱特规则，2,5-二烯的形式是降冰片烷唯一稳定的二烯烃。

## 合成
降冰片二烯可由环戊二烯和乙炔通过狄尔斯–阿尔德反应形成：

## 反应
降冰片二烯可在苯乙酮等敏化剂的辅助下，通过光化学反应形成一种价键异构体：四环庚烷
降冰片二烯也可作为狄尔斯–阿尔德反应的亲双烯体。